# Турецкий Поток
Турецкий Поток (укр. Турецький Потік) — река на Украине, в Коломыйском и Черновицком районах Ивано-Франковской и Черновицкой областей, левый приток Прута (бассейн Дуная).

## Описание
Длина реки примерно 8 км. Формируется из многих безымянных ручьёв.

## Расположение
Берёт начало на юго-востоке от села Стецева. Течёт преимущественно на юго-восток и в Оршевцах впадает в реку Прут, левый приток Дуная.
Реку пересекает автомобильная дорога № 10.